# Jean-Baptiste Adanson
Jean-Baptiste Louis Adanson (Parijs, 1732 - Tunis, 5  november 1803) was een Frans tolk, kanselier en egyptoloog in het Oosten. 
Net als vele andere westerse diplomaten uit die tijd, ging hij zich bezighouden met het waarnemen van Oosterse beschavingen. Zijn werk heeft vooral betrekking op Egypte, maar ook op Tunesië. Hij stond bekend om zijn kalligrafische gaven. Deze kwamen tot uiting in de aquarellen en tekeningen die hij maakte om Turkse muziek te illustreren. Dit deed hij samen met zijn collega Charles Fonton.
Adanson's familie kwam oorspronkelijk uit Schotland, waar ze lid waren van het Britse adellijke huis Huis Stuart. In de 17e eeuw kwamen ze in Frankrijk te wonen. Jean-Baptiste was de broer van de beroemde botanicus Michel Adanson.
Adanson woonde vanaf 1754 in  Aleppo, vanaf 1758 in Thessaloniki en vanaf  1774 in Tripolis.
Hij werd benoemd tot de eerste kanselier en tolk van het consulaat van Frankrijk in Tunis in 1785. Later werd hij ook de eerste tolk en daarna consul in Alexandrië in 1791. Hij stierf in Tunis op 5 november 1803.
- Bibliothèque nationale de France: cb15288212b (data)
- Gemeinsame Normdatei: 124845363
- International Standard Name Identifier: 0000 0000 6664 1696
- RKD-Nederlands Instituut voor Kunstgeschiedenis: 428
- Système universitaire de documentation: 160396638
- Union List of Artist Names: 500087185
- Virtual International Authority File: 74152950